# Enriqueta Sèculi i Bastida
Enriqueta Sèculi i Bastida (Barcelona, 1897 – Barcelona, 1976) va ser una pedagoga, dirigent esportiva, feminista i escriptora catalana.
Professora de l'Acadèmia Miralles de Sabadell, l'Institut de Cultura i Biblioteca Popular de la Dona de Barcelona i de la Federació Sindical d'Obreres, fou una de les fundadores, juntament amb Teresa i Josefina Torrents, del Club Femení d'Esports l'octubre de 1928. Va ser la primera secretària de l'entitat i se la considera una de les figures clau dels primers anys del club. En la Junta General de gener de 1930 va proposar el canvi de nom de l'entitat afegint la "i" (Club Femení i d'Esports) per ampliar-ne l'abast cultural i social.
A principis dels anys trenta va ocupar la secretaria de la Comissió Permanent de Dames de l'Associació Protectora de l'Ensenyança Catalana. El 14 de juny de 1931 va ser una de les fundadores, juntament amb Aurora Bertrana entre d'altres, del Lyceum Club de Barcelona, d'on també va ser secretària. Va ser integrant (i membre fundadora) de la Secció Femenina de Palestra, de la Lliga Femenina Catalana per la Pau i la Llibertat i del Front Únic Femení Esquerrista de Catalunya. El 1934 també va adherir-se al Secretariat Femení Català del Congrés Mundial de Dones.
Després de l'inici de la Guerra Civil, Enriqueta Sèculi, a causa del seu clar posicionament feminista, catalanista i d'esquerres, va haver de fugir traslladant-se a París, on es va assabentar que una escola colombiana estava buscant una nova directora, i s'hi va presentar. El 1937 va ser contractada pel govern colombià i uns mesos després ocupava el càrrec a l'escola Normal de Señoritas de Medellín que, posteriorment, canviaria el nom a Instituto Central Femenino. Enriqueta Sèculi va intentar fer canvis importants tant en la visió esportiva com social de l'escola, però, a causa del conservadorisme social a Medellín i a la persecució que va patir per part de l'església colombiana per les seves posicions progressistes, el ministeri la va obligar a renunciar al càrrec.
Com a homenatge pòstum, l'Ajuntament de Barcelona li dedicà l'any 2010 uns jardins que porten el seu nom.